# Marit Stiles

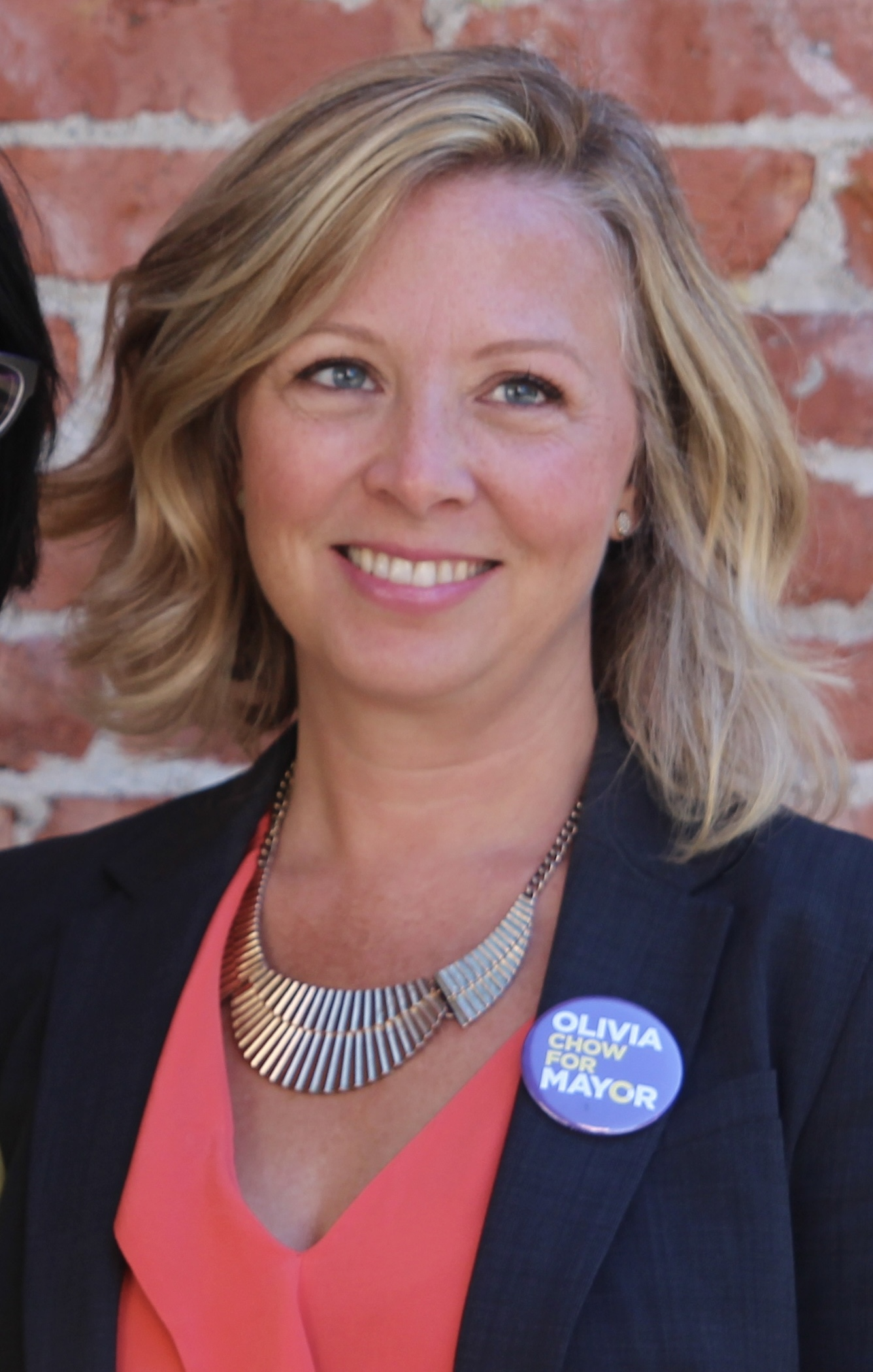
Marit Stiles (2014)

Marit Stiles (* 20. September 1969 in St. John’s, Neufundland und Labrador) ist eine kanadische Politikerin, die seit dem 4. Februar 2023 Vorsitzende der Ontario New Democratic Party (NDP) ist. Seit dem 7. Juni 2018 ist sie Abgeordnete der Legislativversammlung von Ontario für den Wahlkreis Davenport.

## Frühes Leben
Stiles wurde in St. John’s, Neufundland, geboren und wuchs in der Gemeinde Long Pond auf. Ihre Eltern waren Amerikaner, die 1967 von Pennsylvania nach Neufundland gezogen waren. Ihr Vater war Professor für Anthropologie an der Memorial University.
1988 zog Stiles nach Ottawa, Ontario, um die Universität zu besuchen. Während ihres Aufenthalts dort engagierte sie sich 1990 zum ersten Mal in der Politik, als sie sich freiwillig für die Kampagne der Politikerinnen der Ontario New Democratic Party (ONDP), Evelyn Gigantes, meldete. Nach ihrem Bachelor-Abschluss in Politikwissenschaften an der Carleton University im Jahr 1992 arbeitete sie im Büro von Gilles Bisson, einem ONDP-Abgeordneten der Legislativversammlung von Ontario. Zwischen 1998 und 2004 arbeitete sie als wissenschaftliche Mitarbeiterin für die föderale Neue Demokratische Partei. 2005 wurde sie Direktorin für Forschung, Politik und Kommunikation bei ACTRA, jener Gewerkschaft, die kanadische Film-, Fernseh- und Radiodarsteller vertritt.

## Politische Karriere

### Abgeordnete in Ontario
Von 2016 bis 2018 war Stiles Präsidentin der föderalen Neue Demokratische Partei. Bei den Wahlen in Ontario 2018 besiegte sie die liberale Amtsinhaberin Christina Martins im Wahlkreis Davenport. Ihr Vorsprung auf die Amtsinhaberin betrug über 19.000 Stimmen. Sie wurde bei der Provinzwahl 2022 wiedergewählt.

### Führung der Ontario New Democratic Party
Nach der Provinzwahl 2022 trat Parteichefin Andrea Horwath zurück. Peter Tabuns war als Interimsvorsitzender tätig, bis die Partei 2023 eine Führungswahl abhalten konnte. Stiles kündigte an, am 22. September 2022 für den Parteivorsitz zu kandidieren. Während ihrer Kampagne erhielt sie Unterstützung von acht anderen Abgeordneten der Legislativversammlung. Während ihrer Kampagne nannte Stiles fünf Prioritäten für die Partei und die Provinz. Oberste Priorität hatte der Umweltschutz einschließlich Investitionen in die grüne Industrie. Sie forderte den Schutz der Menschenrechte indigener Völker. Arbeitnehmerrechte und Arbeitssicherheit waren weitere Prioritäten. Die vierte Priorität war die Wahlreform. Ihre letzte Priorität war der Kampf gegen die Privatisierung staatlicher Dienstleistungen (Gesundheits-, Bildungs- und Sozialdienste). Stiles wurde am 4. Februar 2023 durch Mehrheitsbeschluss offiziell als Vorsitzender der Ontario New Democratic Party bestätigt.

## Privatleben
Stiles lebt mit ihrem Ehemann Jordan Berger in Toronto. Berger war 2003 Kandidat der Ontario New Democratic Party für Stiles Wahlkreise, Davenport.